# Locke Olson
Locke Morford Olson (10 de dezembro de 1926 – 20 de agosto de 2008) foi um jogador de basquetebol americano. Ele competiu como parte da equipa norte-americana vencedora da medalha de ouro nos Jogos Pan-americanos de 1955 na Cidade do México. 

## Infância e educação
Olson nasceu em 10 de dezembro de 1926. Ele frequentou o Pomona College e jogou basquetebol pelo Pomona-Pitzer Sagehens, onde se tornou o primeiro jogador da história do clube a alcançar a marca de 1000 pontos.